# Parkcross Maldegem

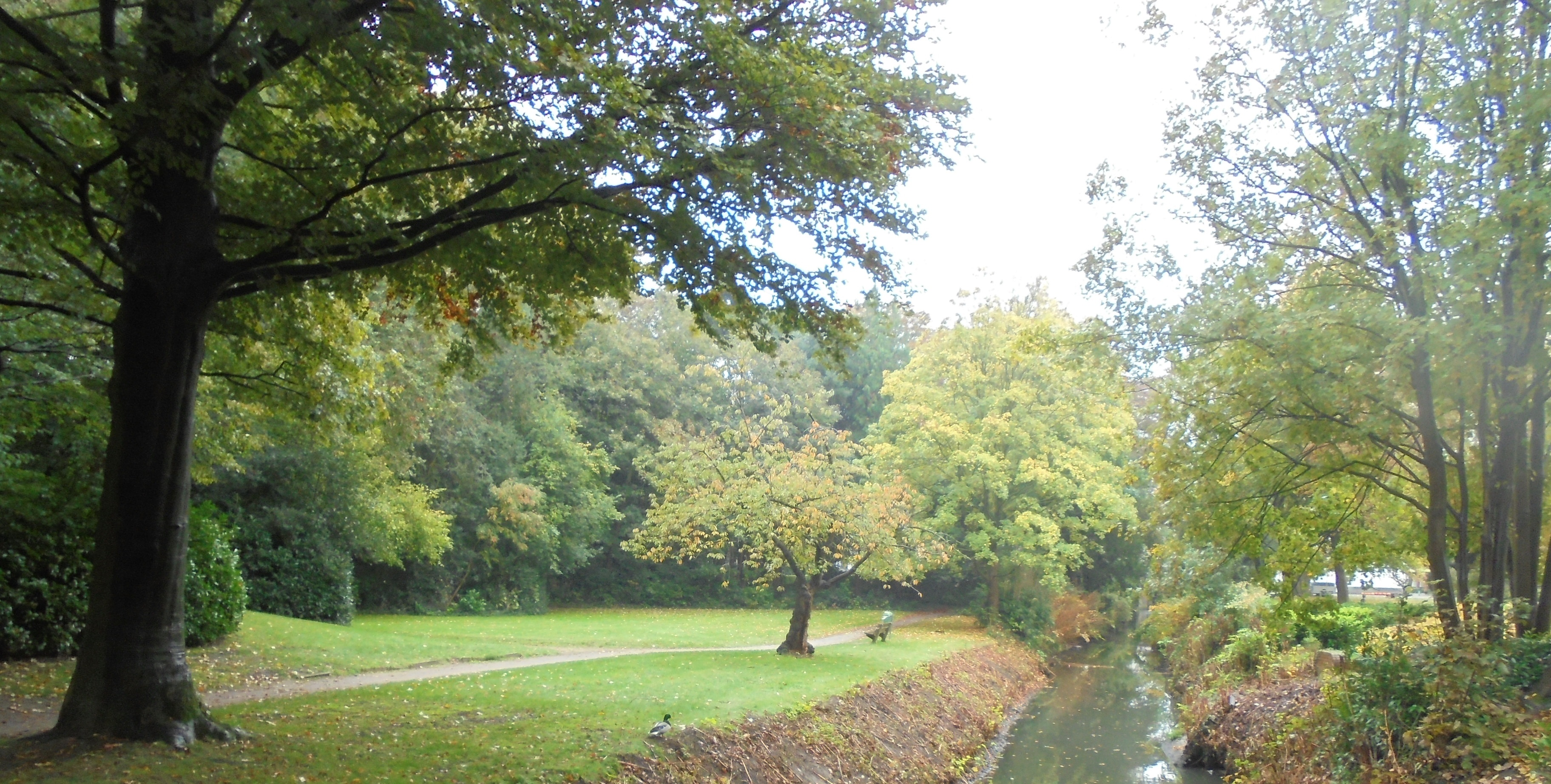
Der Sint-Annapark, Schauplatz des Parkcross Maldegem

Das Parkcross Maldegem ist ein belgisches Cyclocrossrennen.

## Geschichte
Der Wettbewerb wird seit 2007 in Maldegem in der Provinz Ostflandern ausgetragen und ist seit 2009 in die UCI-Kategorie C2 eingeordnet. Sein Schauplatz ist der Sint-Annapark inmitten des Orts.
Das Rennen findet in der Regel Anfang Februar an einem Mittwoch statt. Damit ist es jeweils das erste Rennen nach den Cyclocross-Weltmeisterschaften. Seit 2015 wird auch bei den Frauen eine Siegerin ermittelt. Anfangs ein unabhängiger Cross, schloss sich der Parkcross 2017 der Brico-Cross-Serie an. Dieser  (bzw. deren Nachfolgern) gehört er seitdem mit Ausnahme von 2023 an. 2021 musste das Rennen abgesagt werden, da sich eine Veranstaltung mitten im Ort nicht mit den geltenden Corona-Maßregeln in Einklang bringen ließ.
Rekordsieger ist Sven Nys, der auch die erste Austragung des Rennens für sich entscheiden konnte, mit vier Erfolgen. Bei den Frauen hat Annemarie Worst mit drei Malen am häufigsten gewonnen.

## Siegerliste

### Männer
- 2007:  Sven Nys
- 2008:  Niels Albert
- 2009:  Sven Nys
- 2010:  Niels Albert
- 2011:  Sven Nys
- 2012:  Sven Vanthourenhout
- 2013:  Bart Wellens
- 2014:  Sven Nys
- 2015:  Kevin Pauwels
- 2016:  Michael Vanthourenhout
- 2017:  Mathieu van der Poel
- 2018:  Laurens Sweeck
- 2019:  Mathieu van der Poel
- 2020:  Eli Iserbyt
- 2021: nicht ausgetragen
- 2022:  Laurens Sweeck
- 2023:  Michael Vanthourenhout
- 2024:  Eli Iserbyt
- 2025:  Laurens Sweeck

### Frauen
- 2015:  Sanne Cant
- 2016:  Sanne Cant
- 2017:  Marianne Vos
- 2018:  Marianne Vos
- 2019:  Laura Verdonschot[3]
- 2020:  Annemarie Worst
- 2021: nicht ausgetragen
- 2022:  Annemarie Worst
- 2023:  Annemarie Worst
- 2024:  Laura Verdonschot
- 2025:  Marie Schreiber